# Uwe Kolbe (Filmproduzent)
Uwe Kolbe (* 1966 auf Juist) ist ein deutscher Filmproduzent und Gesellschafter der Wüste Film GmbH.

## Leben
Nach dem Abschluss eines Jurastudiums und Referendariats mit dem 2. juristischen Staatsexamen nahm Kolbe im Jahre 1999 eine Tätigkeit bei Wüste Film als Justiziar auf. In den ersten Jahren begleitete er die Produktionen der Wüste Film in Hamburg und die ihrer Schwesterfirmen in Köln und Berlin als Justiziar und Herstellungsleiter (legal & business affairs), darunter Filme von Fatih Akın wie Im Juli und Gegen die Wand. Neben seiner Tätigkeit für Wüste Film beriet er auch weitere Produzenten und Kreative der Filmbranche.
Im Jahre 2008 stieg Uwe Kolbe als Produzent und Mitgesellschafter in die Firma Wüste Film GmbH ein. Seither ist er dort als Produzent neben Björn Vosgerau, Ralph Schwingel und Stefan Schubert für Kino- und Fernsehfilme tätig, darunter den NDR-Tatort mit Wotan Wilke Möhring, vormals Petra Schmidt-Schaller und nunmehr Franziska Weisz in den Hauptrollen. Er ist Mitglied der Deutschen Filmakademie.

## Filmografie (Auswahl)
- 2009: 12 Meter ohne Kopf
- 2011: Arschkalt
- 2011: Ein Tick anders
- 2013: Tatort: Feuerteufel[4]
- 2013: Tatort: Mord auf Langeoog[4]
- 2013: Einmal Hans mit scharfer Soße[4]
- 2013: Lovely Louise[4]
- 2015: Tatort: Verbrannt[4]
- 2016: Tatort: Zorn Gottes[4]
- 2016: Strawberry Bubblegums
- 2016: Robbi, Tobbi und das Fliewatüüt
- 2018: Tatort: Alles was Sie sagen
- 2018: Tatort: Treibjagd
- 2018: Echte Bauern singen besser (Fernsehfilm)
- 2019: Tatort: Querschläger
- 2019: Auf einmal war es Liebe
- 2021: Das Haus
- 2021: Tatort: Tödliche Flut
- 2022: Tatort: Schattenleben